# ALDI 2-es busz (Miskolc)
A miskolci ALDI 2-es ingyenes buszjárat Avas kilátó és az Aldi Pesti úti áruház kapcsolatát látta el.
Mivel ingyenes járat ezért menetjegy vagy bérlet nem kell rá, járatra az áruház irányába csak felszállni, az avasi kilátó irányába pedig csak leszállni lehetett a járművekről, mivel ezen járatok célja az volt, hogy az áruházba biztosítsa az ingyenes eljutást.

## Története
2011. szeptember 1. – december 31. között közlekedett.
A két állomás közti távot 19 perc alatt tette meg.

## Megállóhelyei
| ALDI 2 (Avas kilátó – ALDI Pesti út) |                   |      |                                          |
| Perc                                 | Megállóhely       | Perc | Átszállási lehetőségek                   |
| 0                                    | Avas kilátó       | 19   | 29, 32, 35, 35É, Auchan, Cora, Tesco     |
| 1                                    | Leszih Andor utca | 18   | 29, 32, 35, 35É, Auchan, Cora, Tesco     |
| 2                                    | Hajós Alfréd utca | 17   | 29, 32, 35, 35É, Auchan, Cora, Tesco     |
| 3                                    | Mednyánszky utca  | 16   | 29, 32, 35, 35É, Auchan, Cora, Tesco     |
| 4                                    | Ifjúság útja      | 15   | 29, 31, 32, 35, 35É, Auchan, Cora, Tesco |
| 5                                    | Avas városközpont | 14   | 29, 31, 32, Cora, Tesco                  |
| 7                                    | Sályi István utca | 12   | 29, 31, 32, Cora, Tesco                  |
| 9                                    | Szentgyörgy út    | 10   | 22, 29, 31, 32, Cora, Tesco              |
| ∫                                    | Csermőkei út      | 9    | 2, 22, 29, 31, Cora                      |
| 11                                   | Hejő-park         | 8    | 14H, Cora                                |
| ∫                                    | Sütő János utca   | 7    | 14H, Cora                                |
| 19                                   | ALDI Pesti út     | 0    |                                          |